# Michel Bégon de la Picardière
Ne doit pas être confondu avec son père, Michel Bégon.
Michel Bégon de La Picardière, né le 21 mars 1667 à Blois (Saint-Solenne) et mort le 18 janvier 1747 à La Picardière, est intendant de la Nouvelle-France de 1710 à 1726.

## Biographie

### Origines et famille

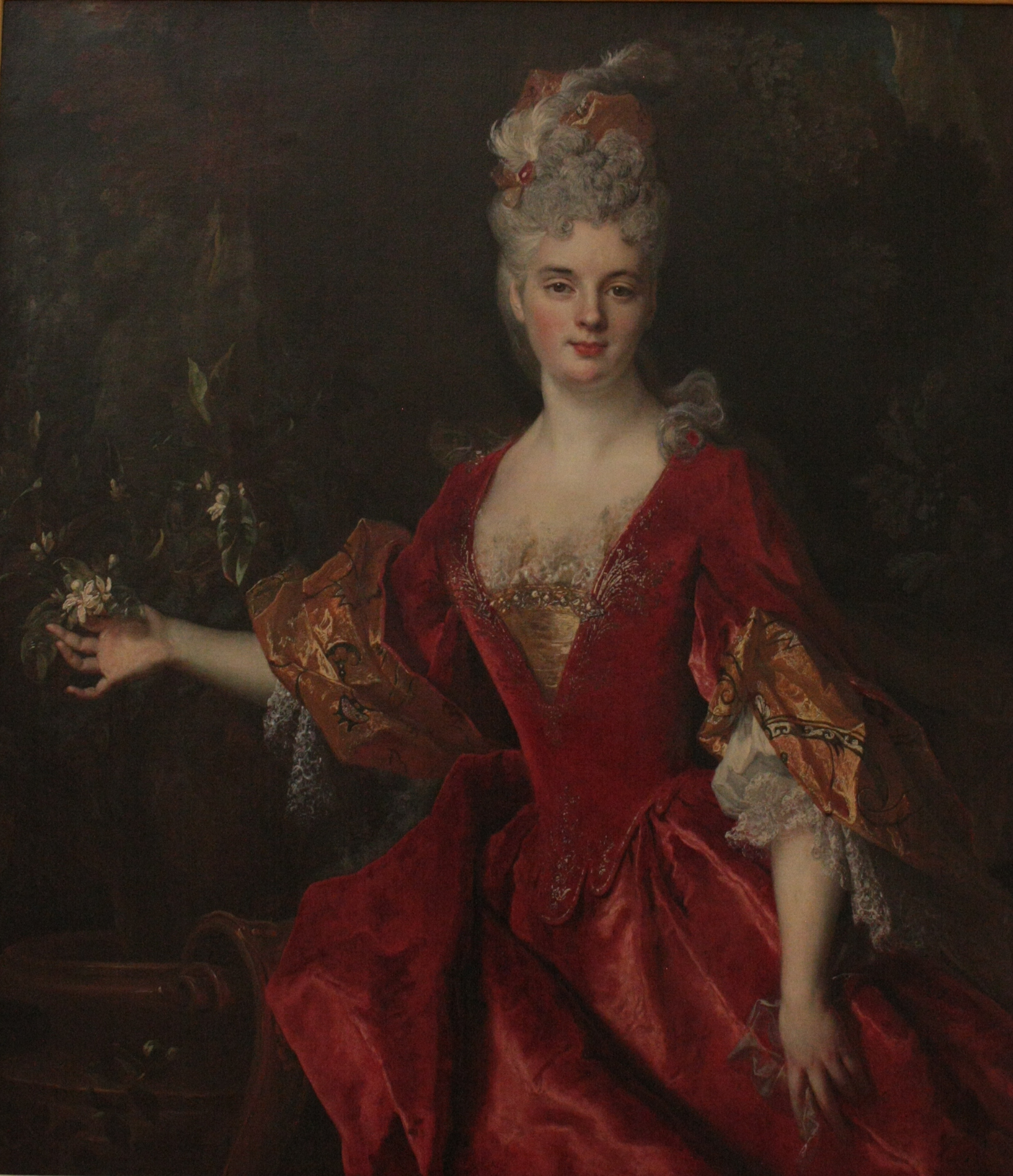
Portrait de son épouse, Elisabeth de Beauharnais, peint par Nicolas de Largillierre.

Michel Bégon, IVe du nom, marié à Orléans (Loiret), le 10 janvier 1711 avec Jeanne-Élisabeth de Beauharnais, est originaire de Blois où sa famille est propriétaire de la seigneurie de La Picardière.
Ses parents sont Michel III Bégon (fils de Michel II et dame Claude Viart), et Magdeleine Drouillon (fille de Pierre et de Rose Lebeau), mariés à Blois (Saint-Solenne, actuelle cathédrale Saint-Louis), le Modèle:De-.
Son père, Michel III Bégon, haut fonctionnaire, est un cousin par alliance de Jean-Baptiste Colbert et le beau-frère de Jacques de Meulles, intendant de la Nouvelle-France de 1682 à 1686. Il étudia en droit et il obtint une licence à Orléans en 1694. Michel IV fut Intendant des Îles d'Amérique (1682-1685) puis Intendant de la marine à Rochefort et Intendant de l'Aunis et la Saintonge à La Rochelle (1688-1710).

### Carrière militaire
Il commence une carrière dans l'administration maritime comme écrivain principal à Toulon (1686) puis à Rochefort (1688). C'est en janvier 1690 que Michel Bégon est nommé commissaire de la marine et c’est à ce titre qu'il participe à la bataille du cap Béveziers, le 30 juin de la même année. La France est alors en pleine guerre de la Ligue d'Augsbourg. Il participe à d'autres campagnes en 1693 et 1698 comme « ordonnateur » sous les ordres de l'amiral d'Estrées[Lequel ?]. En 1703, il est commis de Monsieur de Pontchartrain. En 1704, il obtient le poste d'inspecteur général de la marine pour l'Aunis et la Saintonge, sous les ordres de son père l'Intendant. Commissaire ordinaire à Rochefort (1706), poste qu'il occupe jusqu'en 1710.

### Intendant de la Nouvelle-France et de la marine au Havre
Le 31 mars 1710, il succède à Jacques et à Antoine-Denis Raudot comme intendant de la Nouvelle-France. Divers contretemps font qu'il n'arrive dans la colonie qu'en 1712, accompagnée de sa femme Jeanne-Élisabeth de Beauharnais. Elle est sœur de François, qui a été intendant à Québec de 1702 à 1705 ; son autre frère, Charles de la Boische de Beauharnois, sera gouverneur de la Nouvelle-France de 1726 à 1746.
Michel Bégon débarque à Québec dans le contexte difficile de la Guerre de Succession d'Espagne. À cause de ce contexte, l'économie de la colonie bat de l'aile. Le nouvel intendant tente de la relancer par divers moyens. Il décide de favoriser la liberté de commerce dans la traite du castor, les entraves passées obligeant les colons à développer leurs terres plutôt qu'à courir les bois. Désormais, rien ne s'oppose à ce qu'ils deviennent coureurs des bois s'ils le désirent.
Michel Bégon est le premier intendant à vraiment favoriser la culture du chanvre, bien que son prédécesseur Jean Talon s’y soit essayé au début des années 1670. Jugeant la monnaie de carte nuisible à l’économie, il la retire du marché en en payant la moitié de la valeur à ses détenteurs en 1714. De plus, il inaugure un réseau de distribution du courrier et de transport public. Il s’agit du premier système postal dans la colonie.
Avec Philippe de Rigaud de Vaudreuil, gouverneur en place à l’époque, il fait construire la première véritable fortification autour de la ville de Québec,. Il fait également lever des casernes, afin d'instaurer une discipline qui était auparavant difficile à appliquer.
Comme beaucoup d'autres administrateurs des colonies, Bégon profita de sa situation privilégiée pour négocier déloyalement, et tenter de réaliser des profits considérables par un commerce illégal, ce qui lui valut, de la part du gouvernement, des réprimandes dont voici quelques extraits qui illustrent sa conduite :

« Que vous avez envoyé l'année dernière aux Antilles deux navires chargés de farine et que ce fut cette raison qui vous porta à défendre aux autres navires d'en charger, sous prétexte qu'il fallait attendre si la récolte serait bonne ;
Que cette même raison vous engagea par votre ordonnance à défendre les achats de blé et résilier tous les marchés qui pouvaient avoir été faits par des particuliers pendant que vous les faisiez enlever tous, pour votre compte, ce qui fut cause de l'émeute qui arriva à Québec en 1713 ;
Que vous avez voulu faire passer pour une sédition ;
Que vous avez vendu les blés jusqu'à quinze et seize livres le minot, sans compter que vous vous êtes réservé la fleur des farines de tous ces blés pour charger les navires du sieur Butler, votre prête-nom ;
Que vous avec fait tirer la fleur des farines destinées à la conversion du pain que vous faisiez faire à la boulangerie du roi pour le public, auquel vous le faisiez cependant vendre beaucoup plus cher qu'il ne coûtait, quoique mauvais par la suppression de la fleur de farine;
Que vous faites acheter pour votre compte, tous les bœufs et les cochons et que vous tenez boucherie.  En un mot, vous semez la désolation, vous vous rendez maître de tout, et que les gens des colonies sont perdus sans ressource si on ne met ordre à votre avarice et à votre injustice. »

Rappelons-nous 1713, le retour de Monseigneur Saint-Vallier au Québec qui retrouve sa colonie dans une telle désolation. Il n'en fallait pas plus à son cœur et son âme sensibles à la misère de ses pauvres colons pour l'inciter à se départir d'un bien précieux : soit le baldaquin de la chapelle du palais épiscopal de Québec en échange du bon grain venant de Neuville en banlieue de Québec. C'est pour cela qu'aujourd'hui encore nous pouvons admirer ce chef-d’œuvre de 1695 à l'église Saint-François-de-Sales de Neuville au Canada. Ce qui en fait le plus vieil ensemble religieux au pays.
En 1723, Michel Bégon est nommé intendant du Havre par le ministre de la Marine, Maurepas. Il ne peut cependant quitter Québec avant 1726, car ses deux successeurs désignés périssent à tour de rôle en mer pendant leurs voyages.
Après dix ans d’intendance au Havre, Bégon sera nommé, en 1736, intendant de l'Amirauté avec résidence à Rouen. En 1746, il est promu intendant des armées navales. Il meurt dans sa seigneurie de La Picardière le 18 janvier 1747.
Ses archives sont conservées dans le Fonds Famille Bégon à la Division de la gestion de documents et des archives de l'Université de Montréal.

## Armoiries
| Blason | Blasonnement : D’azur au chevron, accompagné en chef de deux roses et en pointe d’un lion, le tout d’or. |